# Teratozaur
Teratozaur (Teratosaurus) – rodzaj późnotriasowego drapieżnego archozaura z rzędu Rauisuchia.
Budowa: Czworonożny, duży, o krótkiej szyi. Kończyny prawie pionowo usytuowane pod tułowiem. Tylne kończyny dość wyraźnie dłuższe od przednich. Pięciopalczasty, z tym że jeden palec był już lekko uniesiony. Czaszka niezbyt duża, o licznych, choć niewielkich otworach (w tym dwie pary skroniowych, przy czym dolny jest wtórnie dodatkowo podzielony na dwie części). Szczęki oprócz przesuwania się w pionie były zdolne do nieznacznego odchylania się na boki, co jest cechą charakterystyczną Rauisuchia. Zęby duże, masywne, spiczaste o karbowanych krawędziach.
Rozmiary: Długość teratozaura szacuje się na około 5 m. Był więc jednym z największych lądowych drapieżników okresu triasowego, obok blisko spokrewnionych z nim amerykańskich postozuchów, południowoamerykańskich zaurozuchów i żyjących na terenach dzisiejszych Niemiec rauizuchów Batrachotomus.
Występowanie: Tereny współczesnej Europy. Materiał kopalny odnaleziono w Niemczech (rejon Stuttgartu).
Gatunki:
Znany jest jeden gatunek teratozaura: T. suevicus z noryku Niemiec. W 2005 roku Tomasz Sulej opisał odkryte w datowanych na późny karnik osadach w okolicach Krasiejowa szczątki rauizuchida jako Teratosaurus silesiacus, jednak późniejsze badania sugerują jego przynależność do odrębnego rodzaju, nazwanego w 2009 roku Polonosuchus.
Muzea:
Holotyp (prawa kość szczękowa) Teratosaurus suevicus znajduje się w Muzeum Historii Naturalnej w Londynie (NHM 38646).